# Jim Telfer
Pas d'image ? Cliquez ici

a Compétitions nationales et continentales officielles uniquement.

b Matchs officiels uniquement.
James « Jim » William Telfer, né le 17 mars 1940 à Pathhead, est un joueur écossais de rugby à XV évoluant au poste de troisième ligne centre, international écossais et sélectionné avec les Lions britanniques. Il se reconvertit ensuite en tant qu'entraîneur.

## Biographie

### Jeunesse
Né le 17 mars 1940 à Pathhead, Jim Telfer est le fils de Willie et Peggy Telfer, un berger et une domestique travaillant pour le duc de Roxburghe (en). Il étudie plus tard à Édimbourg afin de devenir professeur de chimie, avant d'intégrer la George Heriot's School.

### Carrière de joueur
En club, Telfer évolue au sein du Melrose RFC.
En 1964, la Fédération écossaise le sélectionne pour évoluer sous le maillot national. Il obtient sa première cape internationale le 4 janvier 1964.
Durant sa carrière, Telfer comptabilise 25 sélections avec l'Écosse, et dispute huit test matchs avec les Lions britanniques, en 1966, en Nouvelle-Zélande et en Australie puis en 1968 en Afrique du Sud.
En 1974, il prend sa retraite en tant que joueur, totalisant 317 matchs en club avec le Melrose RFC.

### Carrière d'entraîneur
Après avoir entraîné le club de Melrose et l'équipe réserve de l'Écosse, il devient l'entraîneur de l'équipe d'Écosse.
Il dirige ensuite les Lions britanniques lors de la tournée de 1983. Malgré une tournée décevante, il est rappelé par la Fédération écossaise à la tête de l'équipe nationale en 1984 ; sous sa direction, le XV du Chardon remporte le Grand Chelem en 1984, son premier depuis 1925.
Après une pause dans ses activités rugbystiques, Telfer revient comme entraîneur assistant en 1988 sous la direction de Ian McGeechan. Il est ainsi en poste lors du Grand Chelem en 1990 et pour la Coupe du monde de rugby en 1991.
Il entraîne à nouveau la sélection des Lions en 1997 lors de leur tournée victorieuse contre les Springboks.
Avec le club de Melrose RFC, il remporte quatre titres de champion d'Écosse[réf. nécessaire].
Jim Telfer est ensuite directeur à la Scottish Rugby Union pendant dix ans, jusqu'à la Coupe du monde 2003[réf. nécessaire].

### Postérité
Jim Telfer est intronisé au Temple de la renommée World Rugby en 2021.

## Statistiques en équipe nationale

### Avec l'Écosse
- 25 sélections[1]
- 3 essais (9 points)[1]
- Sélections par année : 5 en 1964, 3 en 1965, 4 en 1966, 3 en 1967, 2 en 1968, 5 en 1969, 3 en 1970
- Tournois des Cinq Nations disputés: 1964, 1965, 1966, 1967, 1968, 1969, 1970
- Vainqueur du Tournoi en 1964 (victoire partagée).

### Avec les Lions
- 8 test matchs avec les Lions britanniques[1]
- Sélections par année : 5 en 1966 (3 en Nouvelle-Zélande et 2 en Australie), 3 en 1968 (en Afrique du Sud).